# دانيال بينيتيز
دانيال بينيتيز (بالإسبانية: Daniel Benítez) هو لاعب كرة قدم ومدرب كرة قدم باراغواياني، ولد في 13 نوفمبر 1979. لعب مع نادي غوبيارا.

## وصلات خارجية
- دانيال بينيتيز على موقع قاعدة بيانات كرة القدم.إي يو (الإنجليزية)
- دانيال بينيتيز على موقع Soccerway.com (الإنجليزية)